# Sabine Forsblom
Sabine Forsblom, född 15 januari 1961, är en finlandssvensk författare.
Sabine Forsblom har varit journalist under 15 år på radio och television, och därefter under tio år varit lärare i Borgå. Hon debuterade som författare med romanen Maskrosguden 2004, som utspelar sig arbetarklassmiljö i östra Nyland. Hennes andra roman Maskrosgudens barn nominerades till Nordiska rådets litteraturpris 2016.